# Малое Сытьково
Малое Сытько́во — деревня в Волоколамском районе Московской области России, входит в состав сельского поселения Спасское. Население — 5 человек (2010).

## География
Деревня Малое Сытьково расположена на западе Московской области, в юго-западной части Волоколамского района, примерно в 19 км к юго-западу от города Волоколамска, на правом берегу реки Рузы. Ближайшие населённые пункты — деревни Кашилово и Чернево.

## Население
| 1852 | 1859 | 1899 | 1926 | 2002 | 2006 |
| ---- | ---- | ---- | ---- | ---- | ---- |
| 179  | ↘137 | ↗189 | ↘164 | ↘5   | ↘4   |
| 2010 |      |      |      |      |      |
| ↗5   |      |      |      |      |      |

## История
Сытково малое, деревня 2-го стана, Государственных Имуществ, 91 душа мужского пола, 88 женского, 26 дворов, 125 верст от столицы, 40 от уездного города, на проселочной дороге.— Нистрем К. Указатель селений и жителей уездов Московской губернии, 1852 г.
На карте Московской губернии 1860 года Ф. Ф. Шуберта — Мал. Ситкова. В «Списке населённых мест» 1862 года Сытково малое — казённая деревня 2-го стана Можайского уезда Московской губернии по правую сторону Волоколамского тракта из города Можайска, в 40 вёрстах от уездного города, при реке Рузе, с 19 дворами и 137 жителями (62 мужчины, 75 женщин). 
По данным на 1890 год входила в состав Канаевской волости Можайского уезда, число душ мужского пола составляло 87 человек.
В 1917 году Канаевская волость была передана в Волоколамский уезд. После её упразднения в 1924 году, в процессе укрупнения волостей, деревня вошла в состав Осташёвской волости.
По материалам Всесоюзной переписи населения 1926 года — центр М. Сытьковского сельсовета, проживало 164 жителя (65 мужчин, 99 женщин), насчитывалось 38 крестьянских хозяйств.
В 1994—2006 годах — деревня Кармановского сельского округа Волоколамского района. С 2006 года — деревня сельского поселения Спасское Волоколамского муниципального района Московской области.

## Достопримечательности
На этно-площадке «Красный Луг» (недалеко от деревни Малое Сытьково, на берегу реки Руза) Волоколамским историко-археологическим музеем, при поддержке славян-родноверов, каждое лето проводится праздник Купала.